# Massachusetts General Hospital

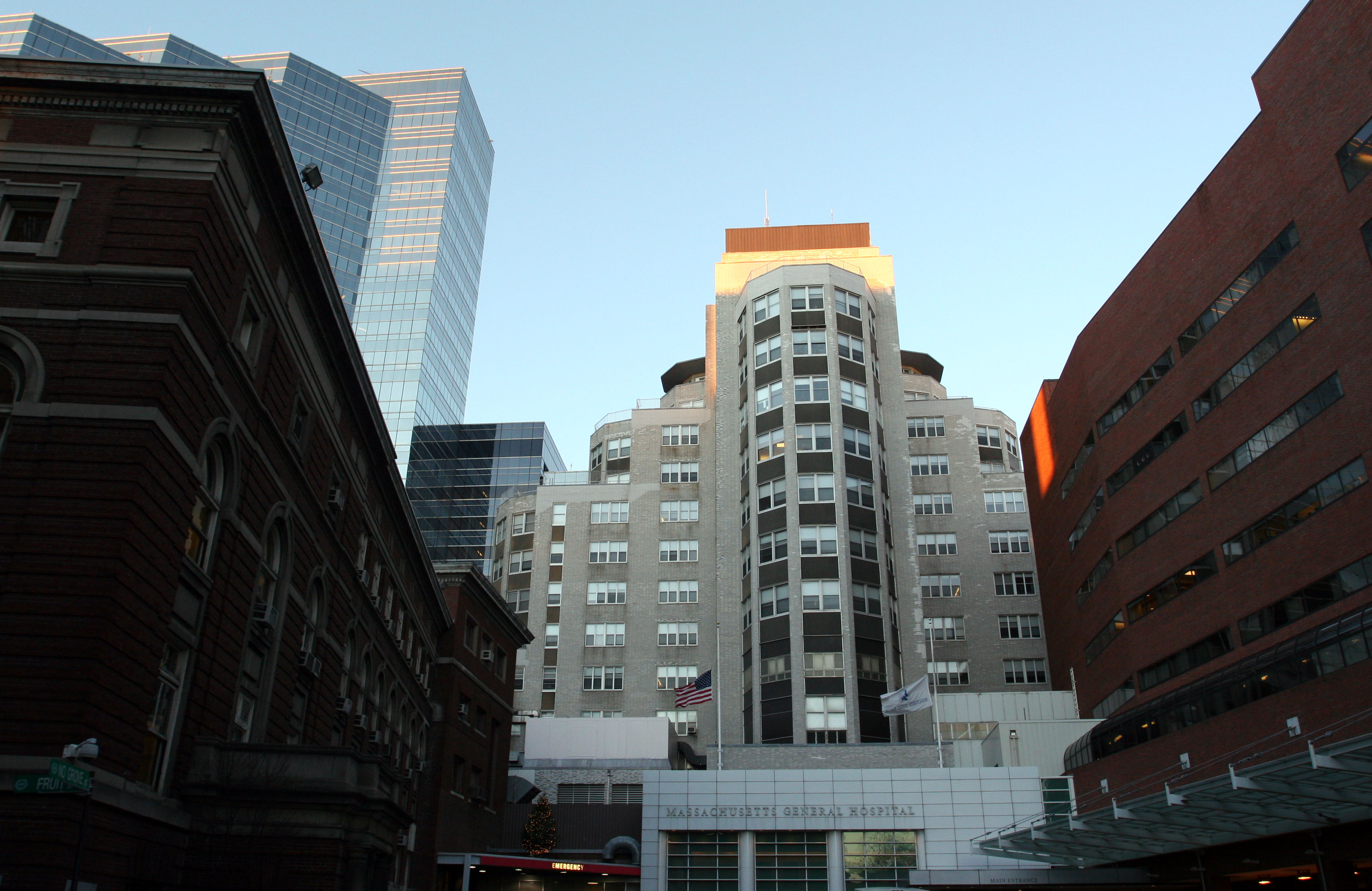
Massachusetts General Hospital

Massachusetts General Hospital gevestigd in Boston, Massachusetts is opgericht in 1811 en is een van de oudste algemene ziekenhuizen in de Verenigde Staten. Het ziekenhuis is tevens het oudste en grootste ziekenhuis in New England.
In 1846 werd in dit ziekenhuis voor het eerst in de medische geschiedenis ether gebruikt voor algehele anesthesie. De operatiekamer waar dit plaatsvond bestaat nog steeds, al wordt hij nu alleen als vergaderruimte gebruikt.
Het ziekenhuis werkt nauw samen met de Harvard Medical School. Het heeft een eigen research budget van meer dan $400 miljoen per jaar, en heeft daarmee het grootste researchprogramma van alle ziekenhuizen in de Verenigde Staten.
Het staat bekend als een van de beste ziekenhuizen in de wereld, en staat bijna altijd op de lijst van topziekenhuizen in Amerika die ieder jaar wordt samengesteld door het tijdschrift U.S. News & World Report (zie voor de lijst voor 2005 onder externe links).
Massachusetts General Hospital, dat in de volksmond "Mass General" of zelfs "Mass gen" wordt genoemd, heeft meer dan tienduizend medewerkers, en is daarmee de grootste particuliere werkgever in Massachusetts.
Tussen 1966 en 1967 werd hier in G. Octo Barnetts dierenlaboratorium de programmeertaal MUMPS (Massachusetts General Hospital Utility Multi-Programming System) ontwikkeld, dat een tijdlang opgang heeft gemaakt bij het creëren van medische expertsystemen.